# شیخ‌آباد (کهنوج)
شیخ‌آباد، روستایی در دهستان حومه بخش چاه مرید شهرستان کهنوج در استان کرمان ایران است.

## جمعیت
بر پایه سرشماری عمومی نفوس و مسکن در سال ۱۳۹۵، جمعیت این روستا برابر با ۳۹۸ نفر (۱۰۶ خانوار) بوده‌است.